# 제일바이오
제일바이오는 발효를 기반으로 하는 동물약품을 제조 판매하는 코스닥 상장기업이다. 약품은 직접 제조할 뿐 아니라, 관련 상품을 수입하여 유통하기도 한다. 예를 들어 제일바이오는 인분해효소로서 중요한 환경개선물질인 화이타제를 스위스 로쉐로부터 독점 수입권을 획득하고 유통시키고 있다.
매출구성은 기능성첨가제 54%, 치료제 17%, 상품매출 14%, 발효제품 4% 등으로 이루어진다.
증시에서는 오랜 동안 조류 인플루엔자(AI) 테마주로 분류되어 왔으나, 에볼라 바이러스의 대대적인 유행 이후 간접적인 연관성 때문에 에볼라 테마주로 분류되기도 한다.

## 참고 문헌
- 와이즈에프엔
- 다음 증권